# Сант-Анджело-Муксаро
Сант-А́нджело-Муша́ро (итал. Sant'Angelo Muxaro [sanˈtanʤelo muʃˈʃaro]) — коммуна в Италии, располагается в регионе Сицилия, в провинции Агридженто.
Население составляет 1542 человека (2008 г.), плотность населения составляет 24 чел./км². Занимает площадь 65 км². Почтовый индекс — 92020. Телефонный код — 0922.
По мнению современных археологов, в бронзовом веке здесь находился легендарный город Камик — столица сиканов.
Покровителем населённого пункта считается святой Ангел Кармелит.

## Демография
Динамика населения:

## Администрация коммуны
- Официальный сайт: https://web.archive.org/web/20070927041059/http://www.comunedisantangelomuxaro.it/